# Nekemte
Nekemte (prije znan kao Dongolo) je grad na sjeveru Etiopije, u Regiji Oromija u Zoni Misrak Velega. Nekemte je udaljen oko 316 km zapadno od glavnog grada Adis Abebe, te oko 402 km zapadno od regionalnog središta Adame. Nekemte leži na nadmorskoj visini od 2,088 metara, na magistralnoj cesti Adis Abeba - Kartum, najveći je grad u woredi Guto Vaju.
Nekemte je bio glavni grad bivše Pokrajine Velega, grad ima muzej koji se bavi kulturom naroda Volega Oromo. Grad je i sjedište Apostolskog vikarijata Rimokatoličke crkve. Federalna etiopska vlada najavila je izgradnju sveučilišta u Nekemteu, kao jedno od 13 planiranih u neposrednoj budućnosti.
Nekemte ima Zračnu luku (ICAO kod HANK, IATA kod NEK), i važno je cestovno čvorište jugo-zapadne Etiopije, prve ceste izgrađene su ranih 1930-ih, ali su bile prohodne samo za teške kamione. Južno od grada proteže se zaštićeno sklonište za divlje životinje Didesa.

## Povijest
Nekemte je dobio na važnosti kad ga je sredinom 19. stoljeća odabrao Godana Bekere za sjedište kraljevstva Velega, kojim je vladao. Nekemte je ostao prijestolnica i za njegova sina Moroda Bekerea te i za unuka Gebre Egziabhera. Grad nije izgubio na važnosti, ni onda kad je Velegom zavladala Šoa. Ruski istraživač Aleksandar Bulatovič posjetio je Nekemte 13. ožujka 1897., u svojim memoarima on je opisao Nekemte  "kao vrlo živo trgovište, šarenilo mješavina jezika, odijevanja, i naroda", vrlo je zorno ocrtao naselje s tek izgrađenom crkvom Etiopske pravoslavne tevahedo crkve. Središnja državna carinarnica svečano je otvorena u Nekemteu 1905. godine. Izgradnja bolnice započela je 1927., ona je 
dovršena 1932. uz švedsku materijalnu pomoć, kao i osobni doprinos  Rasa Tafarija (kasnijeg cara Haile Selasija).
Nekemte je postao najveće naselje u Valegi negdje oko 1935., tad je u njemu živjelo gotovo 70 stranih državljana, uglavnom trgovaca i misionara. U gradu je djelovalo 23 uvozno-izvoznih agencija, od kojih je većina bila vlasništvo Indijaca, no dvije su 
bile u rukama Grka, te po jedna Libanonca i Armenca. Britanski istraživač Dunlop, koji je proveo četiri dana 1935. godine u Nekemteu, zaključio je da se Nekemte 
ubrzano razvija zato što se nalazi na izuzetno dobrom položaju na tada vrlo prometnom putu Etiopija - britanski Sudan, odnosno brodovi na Nilu, kojim se prebacivala roba. On je na kraju krajeva vidio ubrzanu gradnju novih škola, skladišta, trgovina i bolnice.
Za vrijeme Drugog talijansko-abesinskog rata, Talijani su bombardirali Nekemte 5. srpnja 1936., tad je porušen novoizgrađeni školski kompleks lokalne švedske misije.
Car Haile Selasija osobno je otvorio 1957. pokrajinsku srednju školu, u to vrijeme to je bila jedna od devet škola u cijeloj Etiopiji i Eritreji koja je tada bila sastavni dio Etiopije. U to vrijeme Nekemte je bio krajnja točka dotle se protezala telefonska linija prema zapadu. Iste godine otvoren je i Leprozorij Tafari Makonen za gubavce, kao i škola za djecu čiji su roditelji oboljeli od leproze.
Snage Etiopskog narodnog revolucionarnog demokratskog fronta zauzele su Nekemte 2. travnja 1991., kao dio operacije Sloboda i jednakost, kojom je srušen vojni režim Derg.

## Stanovništvo
Prema podacima Središnje statističke agencije Etiopije -(CSA) za 2005. grad Nekemte imao je 84,506 stanovnika, od toga 42,121 muškaraca i 42,385 žena.